# 祝三乡
祝三乡，是中华人民共和国黑龙江省大庆市大同区下辖的一个乡镇级行政单位。

## 行政区划
祝三乡下辖以下地区：
大青山村、巨宝村、群众村、国强村、双发村、奋斗村、凤凰山村、万龙泡村、平桥村、建权村、双城村和日新村。